# Viimsi Futsal Club Qarabag
Il Viimsi Futsal Club Qarabag è una squadra estone di calcio a 5 con sede a Viimsi.

## Storia
Nel 2024, sotto la presidenza dell'imprenditore azero Emin Munshiev, la società ha cambiato nome da "Viimsi FC Smsraha" a "Viimsi FC Qarabag". 

## Palmarès
- Campionato estone: 3

2018-2019, 2019-2020, 2020-2021